# Jihoafrická republika na Letních olympijských hrách 2004
Jihoafrická republika se účastnila Letní olympiády 2004. Zastupovalo ji 106 sportovců (66 mužů a 40 žen) v 20 sportech.

## Medailisté
| Medaile | Jméno                                                          | Sport     | Soutěž                              |
| ------- | -------------------------------------------------------------- | --------- | ----------------------------------- |
| Zlato   | Roland Schoeman Lyndon Kapradiny Ryk Neethling Darian Townsend | Plavání   | muži štafeta 4 × 100 m volný způsob |
| Stříbro | Roland Schoeman                                                | Plavání   | muži 100 m volný způsob             |
| Stříbro | Mbulaeni Mulaudzi                                              | Atletika  | Muži běh na 800 m                   |
| Stříbro | Hestrie Cloeteová                                              | Atletika  | Muži skok vysoký                    |
| Bronz   | Roland Schoeman                                                | Plavání   | muži 50 m volný způsob              |
| Bronz   | Donnie Cech Ramon di Clemente                                  | Veslování | muži dvojka bez kormidelníka        |